# Chorisoneura flavipennis
Chorisoneura flavipennis är en kackerlacksart som beskrevs av Henri Saussure och Leo Zehntner 1893. Chorisoneura flavipennis ingår i släktet Chorisoneura och familjen småkackerlackor. Inga underarter finns listade i Catalogue of Life.